# Midden-Brabant Poort Omloop
Le Midden-Brabant Poort Omloop est une course cycliste néerlandaise disputée sur une journée autour du village de Gilze, dans la province du Brabant-Septentrional. Elle fait partie du calendrier de l'UCI Europe Tour en catégorie 1.2 depuis 2017.

## Palmarès
| Année | Vainqueur           | Deuxième             | Troisième           |
| ----- | ------------------- | -------------------- | ------------------- |
| 2011  | Erik Jan Kooiman    | Harm Bronkhorst      | Peter Woestenberg   |
| 2012  | Erik Jan Kooiman    | Jorn Knops           | Thijs van Beusichem |
| 2013  | Sander Oostlander   | Nils van Kooij       | Timo Roosen         |
| 2014  | Tom Vermeer         | Rens te Stroet       | Marco Brus          |
| 2015  | Twan Brusselman     | Patrick van der Duin | Bram de Kort        |
| 2016  | Rens te Stroet      | Luuc Bugter          | Mitchell Mulhern    |
| 2017  | Jaap Kooijman       | Rory Townsend        | Alexander Krieger   |
| 2018  | Julius van den Berg | Harry Tanfield       | Rick van Breda      |
| 2019  | Arvid de Kleijn     | Alexander Krieger    | Yoeri Havik         |
| 2020  | annulé/abandonné    | annulé/abandonné     | annulé/abandonné    |
| 2021  | annulé/abandonné    | annulé/abandonné     | annulé/abandonné    |
| 2022  | Mārtiņš Pluto       | Hartthijs de Vries   | Reece Wood          |
| 2023  | Thimo Willems       | Stijn Appel          | Jeroen van Krimpen  |
| 2024  | Floris Van Tricht   | Casper van der Woude | Tijn Louwerensen    |
| 2025  | Timo de Jong        | Joran Wyseure        | Yanne Dorenbos      |